# Communauté de communes du Haut-Verdon Val d'Allos
La communauté de communes du Haut-Verdon Val d'Allos est une ancienne communauté de communes française, située dans le département de Alpes-de-Haute-Provence en région Provence-Alpes-Côte d'Azur.

## Historique
Le premier projet de schéma départemental de coopération intercommunale des Alpes-de-Haute-Provence, présenté le 21 avril 2011, prévoyait une fusion avec les communautés de communes du Moyen Verdon et du Teillon, afin « d'associer un territoire rural très étendu » et faiblement peuplé (à l'exception des communes de Saint-André-les-Alpes et de Castellane). Trois amendements ont été déposés : le périmètre de la communauté de communes du Haut-Verdon Val d'Allos est inchangé.
La loi no 2015-991 du 7 août 2015 portant nouvelle organisation territoriale de la République, dite « loi NOTRe », impose aux établissements publics de coopération intercommunale à fiscalité propre une population supérieure à 15 000 habitants, avec des dérogations, sans pour autant descendre en dessous de 5 000 habitants. La communauté de communes du Haut-Verdon Val d'Allos comptait 2 097 habitants en 2012 ; elle ne peut pas se maintenir. Le SDCI, présenté le 12 octobre 2015, proposait la fusion avec quatre autres communautés de communes constituant le pôle du Verdon : Moyen Verdon, Pays d'Entrevaux, Teillon et Terres de Lumière. Deux amendements ont été portés sur ce pôle à la suite de la réunion de la commission départementale de coopération intercommunale du 21 mars 2016 et rejetés : la sortie de la CC du Pays d'Entrevaux et le maintien de la CC du Moyen Verdon.

## Territoire communautaire

### Géographie
La communauté de communes du Haut-Verdon Val d'Allos est située à l'est du département des Alpes-de-Haute-Provence, dans l'arrondissement de Castellane.

### Composition
La communauté de communes contenait les communes d'Allos, Beauvezer,Colmars, Thorame-Basse, Thorame-Haute et Villars-Colmars.

### Démographie
| 1968  | 1975  | 1982  | 1990  | 1999  | 2008  | 2013  |
| ----- | ----- | ----- | ----- | ----- | ----- | ----- |
| 1 549 | 1 508 | 1 674 | 1 853 | 1 827 | 2 093 | 2 100 |

## Administration

### Siège
La communauté de communes siège à la Maison de Pays à Beauvezer.

### Les élus
La communauté de communes est gérée par un conseil communautaire composé de 20 membres représentant chacune des communes membres et élus jusqu'à la disparition de la structure intercommunale.
Parmi ces vingt délégués, cinq sont élus dans la commune d'Allos.

### Présidence
| Nom | Nom                  | Parti | Début | Fin  | Fonctions                 |
| --- | -------------------- | ----- | ----- | ---- | ------------------------- |
|     | Michel Lantelme      |       |       | 2014 | Maire d'Allos (1996-2014) |
|     | Chantal Caïs         |       | 2014  | 2015 | Maire d'Allos (2014-2015) |
|     | Magali Surle-Girieud |       | 2015  |      | Maire de Colmars (2014-)  |

### Compétences
L'intercommunalité exerce des compétences qui lui sont déléguées par les communes membres.
- Développement économique : création/aménagement/entretien/gestion de zones d'activité industrielle/commerciale/tertiaire/artisanale/touristique, actions de développement économique
- Aménagement de l'espace : schéma de secteur, transport scolaire, organisation des transports non urbains
- Environnement et cadre de vie : assainissement non collectif, collecte et traitement des déchets ménagers et assimilés
- Action sociale
- Développement et aménagement social et culturel : construction ou aménagement, entretien, gestion d'équipements ou d'établissements culturels, socio-culturels, socio-éducatifs et sportifs, activités périscolaires, culturelles, socio-culturelles et sportives
- Soutien aux actions de maîtrise de la demande d'énergie
- Création, aménagement et entretien de la voirie
- Tourisme
- Logement et habitat : opération programmée d'amélioration de l'habitat, amélioration du parc immobilier bâti
- Infrastructures de télécommunication, etc.

### Régime fiscal et budget
La communauté de communes applique la fiscalité additionnelle.
|                                       | Montant     | soit en €/habitant   | Note  |
| ------------------------------------- | ----------- | -------------------- | ----- |
| Total des produits de fonctionnement  | 5 809 000 € | 2 711 € par habitant | [ 7 ] |
| Total des ressources d'investissement | 3 896 000 € | 1 818 € par habitant | [ 7 ] |
| Endettement                           | 7 763 000 € | 3 622 € par habitant | [ 7 ] |

Cet endettement en fait la deuxième communauté de communes française la plus endettée par habitant.

## Projets et réalisations
- Sur la commune d'Allos : médiathèque Maison Gireud, crèches et haltes-garderies[6].
- Sur les autres communes : médiathèques à Colmars et Thorame-Basse[6].